# László Rajk

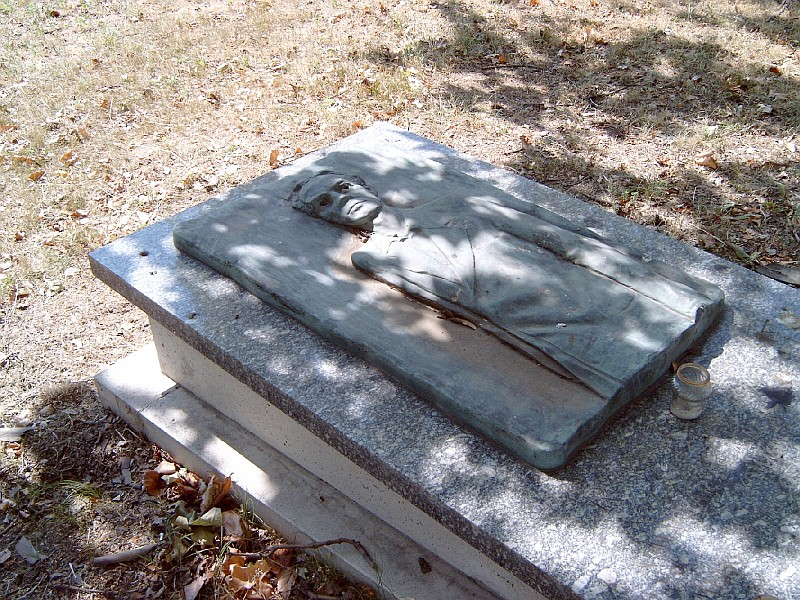
Nagrobek László Rajka

László Rajk (ur. 8 marca 1909 w Székelyudvarhely, zm. 15 października 1949 w Budapeszcie) – węgierski działacz komunistyczny.
Był synem ubogiego szewca, przedstawiciela niemieckiej mniejszości w Siedmiogrodzie (Sasów siedmiogrodzkich). W ciężkich warunkach, pracując na swoje utrzymanie, Rajk ukończył średnią szkołę. W 1927 wstąpił na Wydział Filozoficzny Uniwersytetu w Budapeszcie. W 1931 wstąpił do nielegalnej partii komunistycznej. Nie przerywając studiów, pracował w różnych dzielnicach Budapesztu jako działacz Związku Komunistycznej Młodzieży Węgierskiej. W lutym 1933 został aresztowany przez policję horthystowską. Po wyjściu z więzienia pracował jako monter przy konstrukcjach żelbetowych i jednocześnie organizował związek zawodowy robotników budowlanych. Rajk stał na czele wielkiego strajku budowlanych w 1935. Niedługo po wybuchu wojny domowej w Hiszpanii wyruszył, by walczyć po stronie republiki. Został komisarzem politycznym batalionu ochotników węgierskich. Ciężko ranny w 1938 opuścił Hiszpanię i od 1941 pozostawał w obozie we Francji. W 1941 nielegalną drogą wrócił do kraju. Wkrótce został aresztowany przez policję węgierską. Uwolniony 10 września 1944 natychmiast włączył się do pracy partyjnej, został sekretarzem KC Komunistycznej Partii Węgier, był członkiem kierownictwa narodowego ruchu oporu przeciw Niemcom, organizował walkę zbrojną. Aresztowano go ponownie po trzech miesiącach – 7 grudnia 1944. Wraz z innymi więźniami został zmuszony do pieszego marszu do Niemiec. Po drodze udało mu się zbiec. 13 maja 1945 powrócił na Węgry. Został wówczas sekretarzem komitetu budapeszteńskiego WPK. W wyborach 1945 został wybrany posłem do parlamentu z ramienia WPK, a w lutym 1946 ministrem spraw wewnętrznych w koalicyjnym rządzie Ferenca Nagy’a. Od 1946 był członkiem kierownictwa partii komunistycznej, a później zastępcą sekretarza generalnego partii.
Rajkowi jako ministrowi spraw wewnętrznych podlegała tajna policja polityczna AVO. Uważany jest za jednego ze współtwórców masowego terroru na Węgrzech. Za jego rządów w 1947 r. służba bezpieczeństwa aresztowała ministra oraz kilku posłów z opozycyjnej Niezależnej Partii Drobnych Rolników – zwycięzcy wyborów z 1945. AVO w ramach tzw. taktyki salami przeprowadziło szereg policyjnych prowokacji i aresztowań, doprowadzając do obalenia demokracji parlamentarnej na Węgrzech i przejęcia pełni władzy przez partię komunistyczną (1947).
W 1948 został ministrem spraw zagranicznych. Mátyás Rákosi uznał, że Rajk stanowi dla niego zagrożenie i w 1949 Rajk wraz z innymi towarzyszami został aresztowany. Oskarżono ich o spisek kontrrewolucyjny, a Rajka w szczególności o nacjonalizm, związki z Tito i współpracę z pięcioma wywiadami państw imperialistycznych. Skazano ich w pokazowym procesie na śmierć. Oskarżenia te nie były poparte żadnym dowodem, prócz wymuszonego torturami przyznania się oskarżonych. Podczas procesu Rajk wskazał na Władysława Gomułkę jako współuczestnika międzynarodowego spisku.
Rajk został powieszony wraz z trzema towarzyszami. Został zrehabilitowany we wrześniu 1954. 6 października 1956, w dniu ówczesnego święta narodowego Węgier, prochy Rajka i jego towarzyszy zostały ekshumowane i pochowane z honorami na cmentarzu Kerepesi, a na pogrzebie zgromadziło się 200 000 ludzi.